# Isaure de Saint Pierre
 (novembre 2023).
Isaure de Grosourdy de Saint-Pierre, née le 11 octobre 1944 à Paris 15e, est l'auteure d’une soixantaine de romans, romans historiques, polars historiques, thrillers, biographies et albums de voyage ou de poésie.

## Biographie
Isaure de Grosourdy de Saint-Pierre est la fille  de l'écrivain Michel de Grosourdy de Saint-Pierre et de Jacqueline de Chavagnac (1920-2018).
Après des études de droit, elle est tout d'abord journaliste aux Nouvelles Littéraires, au Quotidien de Paris, et à Monde et Vie.
Elle écrit son premier livre, Une fausse sortie édité chez Éditions Julliard en 1973 puis Une étoile qui danse, édit;e par la même maison d éditions en 1974. Son troisième roman, L'Ombre claire, est édité en 1978 aux Éditions Belfond.
Elle participe [Quand ?] avec son père, l'écrivain Michel de Saint Pierre, à une première émission d'Apostrophes avec Bernard Pivot, dans la série Ça ne sort pas de la famille.
Son roman historique, Les Mirages de Naples, paraît chez Robert Laffont en 1987, puis Thérèse d'Avila ivre de Dieu trois ans plus tard. Dès lors, elle écrira en alternance romans et romans historiques, tout en continuant ses chroniques et reportages dans Zoom, Vogue Hommes, Paris-Match, Elle et, tout particulièrement, Géo qui l'envoie en Inde effectuer un reportage sur la vie quotidienne du Dalaï-Lama.
Elle entre ensuite comme reporter à VSD, où elle restera six ans, avant de rejoindre Flammarion, où elle dirige la collection Flamme, puis quai Voltaire où elle crée sa propre collection "Littérature européenne".
Elle tiendra une rubrique régulière de tourisme dans le magazine Avantages.
En 2002, elle rejoint les Éditions Albin Michel avec La Magnifique, une biographie romancée de Roxelane, l'unique épouse de Soliman le Magnifique. Sept autres livres suivront chez le même éditeur, jusqu'à Le Roi des rêves, Louis II de Bavière, paru en 2015.
Parmi ses nombreuses biographies ou romans historiques, Isaure de Saint Pierre s'est souvent attachée à réhabiliter des personnages quelque peu malmenés par l'Histoire, ainsi Raspoutine et sa légende noire, Oscar Wilde, Marie Stuart, Aliénor d'Aquitaine souvent accusée à tort de s'être vendue aux Anglais en un temps où les principes de nationalité n'existaient pas, ou La Kahina, cette reine guerrière révérée des Berbères. Le déclic peut provenir d'un voyage, d'un film prenant trop de liberté avec la réalité historique, d'une visite de musée...
Elle confie en 2012 trois livres, Le Prince Fédor, Bonnie prince Charlie, et Le Roi Morny, à la maison d'édition numérique Néo Book. Elle publie ses reportages de voyages en albums Blurb et anime un blog, "Isaure de Saint Pierre en voyage".
Elle est faite chevalier des Arts et Lettres.
Isaure de Saint Pierre est aujourd'hui l'auteur d'une soixantaine de romans, romans historiques, romans policiers historiques, biographies, nouvelles et albums de voyages.

## Œuvres

### Romans
- Une fausse sortie, Paris, Julliard, 1973
- Une étoile qui danse, Paris, Julliard, 1974
- L'Ombre claire, Paris, Belfond, 1977 (préface d’André Pieyre de Mandiargues)
- Métro Charonne, Paris, Orban, 1978 (en collaboration et d'après le scénario original de Jean Max)
- Les Dieux et les Chiens, Paris, Belfond, 1979
- Une croisière en enfer, Paris, Belfond, 1984
- Monsieur le Marquis, Paris, Belfond, 1985
- D’azur et d'hermine, Paris, Belfond, 1987
- Le Dernier Duel, Paris, Julliard, 1989
- L’Élue du palais, Paris, Belfond, 1995

### Romans historiques
- L’Œil d'Osiris, Paris, Belfond, 1980
- Les Mirages de Naples, Paris, Robert Laffont, 1987
- Thérèse d'Avila ivre de Dieu, Paris, Robert Laffont, 1990 - Prix des Écrivains de France, Prix des Arts et Belles Lettres de Fécamp
- La Cocarde noire, Paris, Plon, 1999
- La Magnifique, Paris, Albin Michel, 2002 ; réédition, Paris, LGF, coll. « Le Livre de poche » no 30184, 2004
- Raspoutine, le fol en Christ, Paris, Albin Michel, 2004 ; réédition, Paris, LGF, coll. « Le Livre de poche » no 30596, 2006
- La Dernière Impératrice, Paris, Albin Michel, 2005
- Bosie and Wilde : la vie après la mort d'Oscar Wilde, Paris, Éditions du Rocher, 2005
- La Dame de cœur, un amour de Napoléon III, Paris, Albin Michel, 2006
- Chirurgien de la flibuste, Paris, Éditions du Rocher, 2008
- L’Impératrice aux chimères, Paris, Albin Michel, 2009
- La Kahina, reine des Aurès, Paris, Albin Michel, 2011
- Aliénor, l'insoumise, Paris, Albin Michel, 2013 - Prix de Bayonne
- Gabrielle d’Estrées ou les Belles Amours, Paris, Albin Michel, 2017
- Marie Laurencin, Albin Michel, 2019
- La Maharani de Jaipur, Michel de Maule, 2021
- Dentelles, Béquille et Revolver, L’Archipel, 2023

### Roman signé Sarah More
- L’Imposture amoureuse, Delérins, 1999

### Recueils de nouvelles
- Mes vénéneuses, Paris, Séguier, 1996
- Grande et petites histoires de café, Paris, Pégase, 1999

### Biographies
- Marie Stuart, la reine ardente, Paris, Perrin, 2011
- Le Roi des rêves : Louis II de Bavière, Paris, Albin Michel, 2015

### Essai
- Peaux d'hommes, Paris, Paul Vermont, 1979

### Album de voyages
- Bhoutan le royaume du dragon, Paris, Pippa, 2009

### Dramatiques radiophoniques pour France Inter
- La Ballade de Balanda
- Les Hauts-murs

### Sur Internet

#### Romans en version numérique
- Le Prince Fédor, Néo Book, 2013
- Le « Roi » Morny, Néo Book, 2013 (roman historique)
- Bonnie prince Charlie, Néo Book, 2013, (roman historique)

#### Romans en version papier
- La Vieille Dame qui lisait des bouquins pornos, Paris, Shop my Book
- Requiem pour un château, Paris, Shop my Book
- La Rencontre des Titans, Paris, Shop my Book
- La Chute d'un ange, Paris, Shop my book
- Le Vol du vautour, Paris, Shop my Book
- Les Autres Atrides, petits meurtres en famille, Paris, Shop my Book
- La Mort moins deux minutes, Shop my Book
- Loin de Srinagar, Paris, Shop my Book
- Gauguin-Van Gogh le duel, Paris, Bookelis (roman historique)
- Un amour mongol, Paris, Bookelis
- L'Hôtel du Faubourg, Paris, Bookelis
- La Chambre fantastique, Paris, Bookelis

#### Romans policiers historiques
- Les Enquêtes d’Henri de Sambreuil :  Le jeu de la reine, Paris, Shop my Book
- Autoportrait à la sanguine, Paris, Shop my Book
- La Femme de papier, Paris, Shop my Book
- Le Marquis d’Urcée, Paris, Shop my Book
- Petits Meurtres entre incroyables et merveilleuses, Shop my Book

#### Recueil de nouvelles
- La Lune noire, Paris, Bookelis

#### Albums
- Les Sentinelles du Bhoutan, Paris, Blurb
- Okinawa le Japon tropical, Paris, Blurb
- Irréel Iran, Paris, Blurb
- Souffles du bout du monde, Paris, Blurb, poésie
- Mauritanie-Mali, du désert au Niger, Paris, Blurb
- En terre maya, Yucatan, Belize, Guatemala, Paris, Blurb
- Les Couleurs de la vie, Paris, Blurb, peintures
- L'Éthiopie aux sources de l'humanité, Paris, Blurb
- L'Allemagne romantique, Paris, Blurb

## Filmographie
- 1980 : Le Voyage en douce, film français réalisé par Michel Deville. Isaure de Saint Pierre collabore au scénario avec plusieurs écrivains

## Télévision
Elle participe ponctuellement à l'émission Secrets d'Histoire, présentée par Stéphane Bern. Elle est notamment intervenue dans les numéros ci-dessous :
- Louis II de Bavière, le roi perché (2016)[2]
- Charlotte et Maximilien, les sombres héros du Mexique (2020)[3]